# Alpinia horneana
Alpinia horneana är en enhjärtbladig växtart som beskrevs av Karl Moritz Schumann. Alpinia horneana ingår i släktet Alpinia och familjen Zingiberaceae. Inga underarter finns listade i Catalogue of Life.